# Neuvième circonscription du Nord de 1863 à 1870
La neuvième circonscription du Nord était l'une des 9 circonscriptions législatives françaises que comptait le département du Nord pendant les sept dernières années du Second Empire.

## Description géographique et démographique
La neuvième circonscription du Nord était située à la périphérie de l'agglomération d'Avesnes. Située entre la Belgique et les arrondissements de Valenciennes et de Cambrai, la circonscription est centrée autour de la ville de Avesnes-sur-Helpe, elle est créée à la suite du redécoupage électoral en soustrayant les Canton du Quesnoy-Est  et Quesnoy-Ouest de la 8e circonscription de 1852.
Elle regroupait les divisions administratives suivantes : Canton d'Avesnes-sur-Helpe-Nord ; Canton d'Avesnes-sur-Helpe-Sud ; Canton de Bavay ; Canton de Berlaimont ; Canton de Landrecies ; Canton de Maubeuge ; Canton de Solre-le-Château et le Canton de Trélon.
Lors du recensement général de la population en 1864 à la suite du décret du 1er février de cette année, la population totale de cette circonscription est estimée à 129 069 habitants.

## Historique des députations
| Législature    | Début de mandat | Fin de mandat    | Député élu                 | Parti politique     | Observations         |
| -------------- | --------------- | ---------------- | -------------------------- | ------------------- | -------------------- |
| 3e législature | 31 mai 1863     | 8 janvier 1866   | Hippolyte Godard-Desmarest | Majorité dynastique |                      |
| 3e législature | 18 mars 1866    | 27 avril 1869    | René Louis Hamoir          | Majorité dynastique |                      |
| 4e législature | 23 mai 1869     | 4 septembre 1870 | René Louis Hamoir          | Majorité dynastique | Fin du Second Empire |